# Central térmica de Barranco de Tirajana
La central térmica de Barranco de Tirajana es una central térmica situada en el municipio de San Bartolomé de Tirajana, en el sureste de la isla de Gran Canaria. Consta de 2 grupos de vapor que funcionan con fuel, dos turbinas de gas y 2 ciclos combinados que funcionan todos con gasóleo.

## Historia
El grupo Vapor 1 se conectó a la red en 1995. Tiene actualmente una potencia de 80 MW. El grupo Vapor 2, también de 80 MW de potencia, entró en funcionamiento en 1996. Ambos usan fuelóleo de bajo índice de azufre como combustible. Su funcionamiento es en régimen base.
En 1992 entró en funcionamiento el primer grupo de turbina de gas de la central (Gas 1), con una potencia de 37,5 MW. En 1995 se conectó a la red el segundo grupo de gas (Gas 2), también de 37,5 MW. Ambos grupos utilizan gasóleo como combustible. Su funcionamiento cubre las puntas de consumo.
El primer ciclo combinado de 226 MW consta de dos turbinas de gas de 75,5 MW y una de vapor de 75,1 MW interconectadas entre sí. Está preparado para operar en ciclo abierto, es decir, utilizando exclusivamente las turbinas de gas.
Utiliza agua de mar en circuito abierto para su refrigeración y cumple con todos los requisitos medioambientales establecidos, tanto en la legislación europea como española.
El segundo ciclo combinado de 236 MW consta de dos turbinas de gas de 76,7 MW y una de vapor de 82,5 MW interconectadas entre sí. Está preparado para operar en ciclo abierto, es decir, utilizando exclusivamente las turbinas de gas.
Ambos ciclos combinados utilizan gasóleo como combustible y su funcionamiento es en régimen base.
En 1998, la central obtuvo de AENOR el certificado de gestión medioambiental ISO 14001. En 2002, la central obtuvo el certificado medioambiental EMAS, que se basa en el Reglamento EMAS de la Unión Europea.

## Propiedad
La central térmica de Barranco de Tirajana está participada por:
- Endesa 100 %